# Lanio
Lanio  es un género de aves paseriformes perteneciente a la familia Thraupidae que agrupa a especies nativas de la América tropical (Neotrópico), donde se distribuyen desde el sureste de México a través de América Central y del Sur hasta el sur de la Amazonia. A sus miembros se les conoce por el nombre popular de tangaras, y también fruteros o lanios.

## Etimología
El nombre genérico masculino «Lanio» deriva del género Lanius Linnaeus, 1758, nombre para designar aves comúnmente llamadas de alcaudones.

## Características
Las aves de este género son tráupidos medianos, miden entre 16 y 18 cm de longitud, los machos de patrón de plumaje atractivo. En comportamiento y apariencia general son similares a las tangaras arborícolas del género Tachyphonus, aunque sus picos bastante largos y ganchudos son ligeramente más robustos. Habitan en el sub-dosel y en los bordes de selvas húmedas de baja altitud, donde frecuentemente son líderes de bandadas mixtas.

## Taxonomía
En los años 2010, publicaciones de filogenias completas de grandes conjuntos de especies de la familia Thraupidae basadas en muestreos genéticos, permitieron comprobar que el presente género está hermanado con un par formado por Rhodospingus cruentus y Tachyphonus delatrii, en un clado que también incluye Coryphospingus y Tachyphonus surinamus, dentro de una subfamilia Tachyphoninae.

## Lista de especies
Según las clasificaciones del Congreso Ornitológico Internacional (IOC) y Clements Checklist v.2019, el género agrupa a las siguientes especies con el respectivo nombre popular de acuerdo con la Sociedad Española de Ornitología (SEO):
| Imagen | Nombre científico | Autor                        | Nombre común        | Estado de conservación | Distribución |
| ------ | ----------------- | ---------------------------- | ------------------- | ---------------------- | ------------ |
|        | Lanio aurantius   | Lafresnaye, 1846             | tangara gorginegra  | LC                     |              |
|        | Lanio leucothorax | Salvin, 1865                 | tangara gorgiblanca | NT                     |              |
|        | Lanio fulvus      | (Boddaert, 1783)             | tangara fulva       | LC                     |              |
|        | Lanio versicolor  | (Orbigny y Lafresnaye, 1837) | tangara aliblanca   | LC                     |              |